# 白应能
白應能（1982年—），緬甸名欽貌倫，緬甸果敢政治人物。
白應能為果敢自治區首任主席白所成的長子，他是果敢聯邦鞏固與發展黨黨委書記，同時兼任白家產業百勝集團的董事長。
在2015年緬甸議會選舉中，白應能代表老街第二選區當選撣邦議會議員。2016年4月5日，白應能、魏懷仁（魏三）及緬甸軍方代表昂凱溫中校一起就任第二屆果敢自治區領導委員會常委。2021年，他與觉觉伍中校、谬索旦一起就任第三屆果敢自治區領導委員會委員。同年2月5日，他在從臘戍返回果敢的途中遭遇了果敢同盟軍的未遂暗殺。
2020年緬甸議會選舉，他代表老街第二選區連任了撣邦議會議員。

## 榮譽
白應能曾被授予緬甸國家宗教傑出貢獻獎，以表彰他對佛教弘揚的貢獻。